# Arnarfjörður
Arnarfjörður – islandzki fiord w północno-zachodniej Islandii, w regionie Vestfirðir, mający 30 km długości i od 5 do 10 km szerokości. 
Do fiordu przylegają 2 miejscowości: Bíldudalur i Hrafnseyri. 

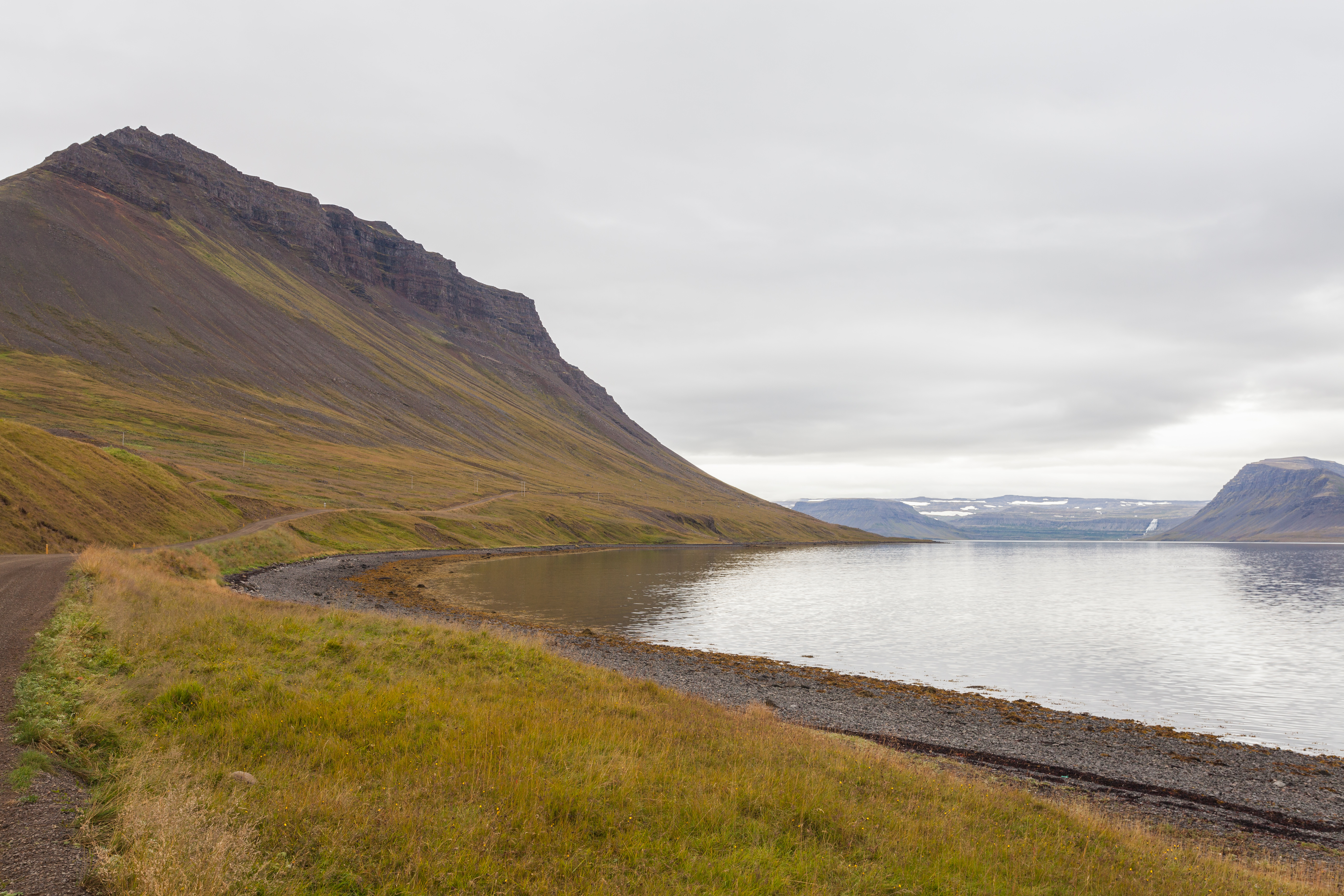
Arnarfjörður